# Хигашимацуяма
Хигашимацуяма (на японски: 東松山市) е град в префектура Сайтама, централна Япония. Населението му е около 89 600 души (2011).
Разположен е на 19 метра надморска височина на остров Хоншу, на 29 километра северозападно от град Сайтама и на 54 километра северозападно от центъра на Токио.

## Известни личности
Родени в Хигашимацуяма
- Такааки Каджита (р. 1959), физик